# American Heritage Rivers

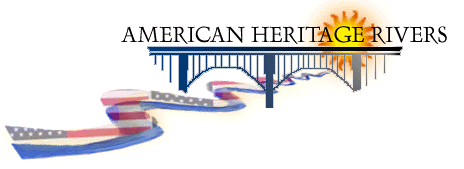
Logo de l'American Heritage Rivers

Les American Heritage Rivers sont des fleuves et rivières désignés par l'Agence de protection de l'environnement des États-Unis pour recevoir une attention spéciale (coordination des efforts de plusieurs organismes gouvernementaux) pour poursuivre trois objectifs : 
- protection des ressources naturelles et de l'environnement,
- revitalisation économique,
- préservation culturelle et économique.

Cette initiative fut créée par l'Executive Order 13061, établi par le président Bill Clinton le 11 septembre 1997.

## Critères de désignation
Les fleuves et rivières sont sélectionnés pour la désignation suivant les critères suivants :
- Les caractéristiques naturelles, économiques, agricoles, panoramiques, historiques, culturelles ou de loisir qui les distinguent ou les rendent uniques;
- L'efficacité avec laquelle la communauté a défini un plan d'action et le périmètre concerné par ce plan, aussi bien pour des actions planifiées que des réalisations passées pour répondre aux trois objectifs des American Heritage Rivers ;
- La force et la diversité du soutien de la communauté pour la nomination prouvées par des lettres de soutien des officiels, des propriétaires terriens, de citoyens privés, d'hommes d'affaires et particulièrement des autorités locales ou tribales ou de l'État. Un large soutien de la communauté est essentiel pour recevoir la désignation American Heritage River designation;
- Volonté et capacité de la communauté à bâtir des partenariats et accord pour mettre en œuvre leur plan et atteindre les objectifs.

## Rivières désignées
- Blackstone et Woonasquatucket Rivers (MA, RI)
- Connecticut River (CT, VT, NH, MA)
- Cuyahoga River (OH)
- Detroit River (MI)
- Hanalei River (en) (HI)
- Hudson River (NY)
- Bas Mississippi (LA, TN, AR) 
  - Wolf River  dans l'agglomération de Memphis est liée au Bas Mississippi.
- Potomac (DC, MD, VA, WV)
- New (NC, VA, WV)
- Rio Grande (TX)
- St. Johns River (FL)
- Haut Mississippi (IA, IL, MN, MO)
- Haut Susquehanna et Lackawanna (PA)
- Willamette (OR)

## Source
- (en) Cet article est partiellement ou en totalité issu de l’article de Wikipédia en anglais intitulé « American Heritage Rivers » (voir la liste des auteurs).